# Gisela Müller-Wolff
 Gisela Müller-Wolff  (* 2. Februar 1922 in Swinemünde; † 22. November 2000 in Bremen) war eine deutsche Volkswirtin und Politikerin (SPD).

## Biografie

### Ausbildung und Beruf
Wolff studierte nach dem Abitur von 1940 bis 1944 Nationalökonomie an der Universität Greifswald, der Universität Heidelberg und der Universität Breslau und schloss das Studium als Dipl.-Volkswirt ab. Durch den Krieg wurde sie nach Berlin vertrieben und war in mehreren Betrieben tätig. Seit 1951 wohnte sie in Bremen. Sie wurde 1951 als Regierungsrätin, später Oberregierungsrätin, Leiterin der Preisbildungsstelle beim Senator für Wirtschaft und Außenhandel. 1957 war sie auch kommissarische Leiterin des Amtes für Leibesübungen. Nach ihrer Bürgerschaftszeit war sie ab 1971 als Regierungsdirektorin wieder beim Wirtschaftssenator tätig.
Müller-Wolff war mit dem Bürgerschaftsdirektor Wolfgang Müller verheiratet und nannte sich seitdem Müller-Wolff.

### Politik
Wolff wurde 1947 Mitglied der SPD. Sie war Mitglied in der SPD - Arbeitsgemeinschaft der Frauen.
Vom Oktober 1955 bis zum 7. Juli 1971 war sie 16 Jahre lang Mitglied der Bremischen Bürgerschaft. Hier war sie unter anderem in der Finanzdeputation und im Haushaltsausschuss tätig. Am 9. Oktober 1967 wurde sie auf Vorschlag von Bürgermeister Hans Koschnick (SPD) stellvertretende Vorsitzende der SPD-Bürgerschaftsfraktion; Vorsitzender war damals Richard Boljahn und ab 1968 Gustav Böhrnsen. 1968 verteidigte sie gegen Finanzsenator Rolf Speckmann (FDP) das parlamentarische Recht zur Behandlung des Haushaltsetats in der Bürgerschaft. Sie trat nach Konflikten mit der Fraktion am 19. Januar 1971 zurück und legte ihr Abgeordnetenmandat im Juni 1971 nieder, kurz vor Ende der Legislaturperiode.

### Weitere Ämter
Müller-Wolff wurde 1960 als Nachfolgerin von Anna Stiegler (SPD) Vorsitzende des Bremer Frauenausschusses. Sie war eine bedeutende Frau der Bremer Frauenbewegung.

## Ehrungen
- Die Gisela-Müller-Wolff-Straße im Güterverkehrszentrum Bremen in der Neustadt erhielt 2013 ihren Namen.

## Schriften
- Zusammen mit Hans Koschnick, Wilhelm Blase, Horst Werner Franke und Günther Czichon: Kleine Geschichte von Schwachhausen. Hrsg.: SPD-Bürgerschaftsfraktion W. Schelter. Bremen 1967. (Katalogeintrag im GVK)